# El Catllar
El Catllar là một đô thị thuộc tỉnh Tarragona trong cộng đồng tự trị Catalonia, phía bắc Tây Ban Nha. Đô thị này có diện tích là 26,43 ki-lô-mét vuông, dân số năm 2009 là 4079 người với mật độ 154,33 người/km². Đô thị này có cự ly km so với Tarragona.